# Savica (Bohinj, Slovenija)
Savica je naselje u slovenskoj Općini Bohinju. Savica se nalazi u pokrajini Gorenjskoj i statističkoj regiji Gorenjskoj. 

## Stanovništvo
Prema popisu stanovništva iz 2002. godine naselje je imalo 76 stanovnika.